# Сейка (Кіото)

Се́йка (яп. 精華町, せいかちょう, МФА: [seːka t͡ɕoː]?) — містечко в Японії, в повіті Сораку префектури Кіото.  Отримало статус містечка 1955 року. Площа становить 25,66 км². Станом на 1 жовтня 2017 року населення складало 36 425  осіб, густота населення — 1420 осіб/км².   